# Showgirl: The Homecoming Tour
Showgirl: The Homecoming Tour er en koncertturne af den australske sangerinde Kylie Minogue. Minogue var oprindeligt planlagt til at spille i Australien og Asien under Showgirl: The Greatest Hits Tour i 2005 men blev tvunget til at aflyse, da hun blev diagnosticeret med brystkræft. Minogue genoptog turneen den 11. november 2006 med en optræden i Sydney med en nyt sangeliste og nye kostumer. Danserutinen fra Showgirl: The Homecoming Tour blev omarbejdet til at rumme hendes medicinske tilstand og længere pauser blev indført mellem sektionerne så hun kunne bevare sine kræfter.

## Sanger
Akt 1: Homecoming
- "Better the Devil You Know"
- "In Your Eyes"
- "White Diamond"
- "On a Night Like This"

Akt 2: Everything Taboo
- Medley: "Shocked"/"What Do I Have to Do?"/"Spinning Around"

Akt 3: Samsara
- "Temple Prequel"
- "Confide in Me"
- "Cowboy Style"
- "Finer Feelings"
- "Too Far"

Akt 4: Athletica
- "Butterfly" (Sandstorm Dub Interlude) (Dance Interlude)
- "Red Blooded Woman"
- "Slow"
- "Kids"

Akt 5: Dreams
- "Rainbow Prequel" (Video Interlude)
- "Over the Rainbow"
- "Come into My World"
- "Chocolate"
- "I Believe in You"
- "Dreams"

Akt 6: Pop Paradiso
- "Burning Up"
- "The Loco-Motion"
- "I Should Be So Lucky"
- "Hand on Your Heart"

Akt 7: Dance of the Cybermen
- "Space Prequel" (Instrumental Interlude)
- "Can't Get You Out of My Head"
- "Light Years"

Ekstranummer
- "Especially for You"
- "Love at First Sight"

## Turnedatoer
| Dato              | By         | Land       | Sted                           |
| ----------------- | ---------- | ---------- | ------------------------------ |
| Australien        |            |            |                                |
| 11. november 2006 | Sydney     | Australien | Sydney Entertainment Centre    |
| 12. november 2006 | Sydney     | Australien | Sydney Entertainment Centre    |
| 14. november 2006 | Sydney     | Australien | Sydney Entertainment Centre    |
| 17. november 2006 | Brisbane   | Australien | Brisbane Entertainment Centre  |
| 18. november 2006 | Brisbane   | Australien | Brisbane Entertainment Centre  |
| 20. november 2006 | Brisbane   | Australien | Brisbane Entertainment Centre  |
| 23. november 2006 | Sydney     | Australien | Acer Arena                     |
| 24. november 2006 | Sydney     | Australien | Acer Arena                     |
| 26. november 2006 | Sydney     | Australien | Acer Arena                     |
| 30. november 2006 | Adelaide   | Australien | Adelaide Entertainment Centre  |
| 1. december 2006  | Adelaide   | Australien | Adelaide Entertainment Centre  |
| 4. december 2006  | Perth      | Australien | Burswood Entertainment Complex |
| 5. december 2006  | Perth      | Australien | Burswood Entertainment Complex |
| 7. december 2006  | Perth      | Australien | Burswood Entertainment Complex |
| 10. desember 2006 | Melbourne  | Australien | Rod Laver Arena                |
| 11. december 2006 | Melbourne  | Australien | Rod Laver Arena                |
| 13. december 2006 | Melbourne  | Australien | Rod Laver Arena                |
| 14. december 2006 | Melbourne  | Australien | Rod Laver Arena                |
| 16. december 2006 | Melbourne  | Australien | Rod Laver Arena                |
| 17. december 2006 | Melbourne  | Australien | Rod Laver Arena                |
| Europa            |            |            |                                |
| 31. december 2006 | London     | England    | Wembley Arena                  |
| 2. januar 2007    | London     | England    | Wembley Arena                  |
| 3. januar 2007    | London     | England    | Wembley Arena                  |
| 5. januar 2007    | London     | England    | Wembley Arena                  |
| 6. januar 2007    | London     | England    | Wembley Arena                  |
| 8. januar 2007    | London     | England    | Wembley Arena                  |
| 9. januar 2007    | London     | England    | Wembley Arena                  |
| 12. januar 2007   | Manchester | England    | Manchester Evening News Arena  |
| 18. januar 2007   | Manchester | England    | Manchester Evening News Arena  |
| 19. januar 2007   | Manchester | England    | Manchester Evening News Arena  |
| 21. januar 2007   | Manchester | England    | Manchester Evening News Arena  |
| 22. januar 2007   | Manchester | England    | Manchester Evening News Arena  |
| 23. januar 2007   | Manchester | England    | Manchester Evening News Arena  |